# Вітер (фільм, 1992)
«Вітер» (англ. «Wind») — американський художній фільм-драма 1992 року про перегони вітрильних яхт на Кубку Америки. Режисер: Керрол Беллард.

## Сюжет
«Кубок Америки» — одна з найпрестижніших вітрильних регат у світі. З вини Вілла Паркера американська команда, очолювана Морганом Велдом, програє кубок австралійцям, через що переривається найдовша в спорті серія перемог (протягом 134 років Кубок Америки безперервно вигравала команда США). Завдяки допомозі друзів Паркеру вдається взяти реванш, повернувши трофей в США.
Частина подій у фільмі є компіляцією з історії перегонів на Кубок Америки різних років.

## У ролях
- Меттью Модайн — Вілл Паркер
- Дженніфер Грей — Кейт Басс
- Кліфф Робертсон — Морган Велд
- Джек Томпсон — Джек Невілл
- Стеллан Скашгорд — Джо Хейзер
- Джеймс Ребгорн — Джордж
- Ребекка Міллер — Ебігейл Уелд
- Нед Вон — Чарлі Мур
- Пітер Монтгомері — телекоментатор
- Елмер Елуордт — Серж